# Kardinaler udnævnt af Pius VI
Listen over kardinaler udnævnt af Pius VI er en liste over de 74 kardinaler, som pave Pius VI udnævnte i 23 konsistorier i perioden fra 24. april 1775 til 1. juni 1795.

## 24. april 1775
- Leonardo Antonelli
- Bernardino de Vecchi

## 29. maj 1775
- in pectore Giovanni Carlo Bandi

## 17. juli 1775
- in pectore Francesco Maria Banditi Theat.
- in pectore Ignazio Gaetano Boncompagni-Ludovisi

## 11. november 1775
- Kardinal in pectore offentliggjort: Giovanni Carlo Bandi

## 13. november 1775
- Juan Tomás de Boxadors y Sureda de San Martín O.P.
- Francesco Maria Banditi Theat.
- Ignazio Gaetano Boncompagni-Ludovisi

## 15. april 1776
- in pectore Luigi Valenti Gonzaga
- in pectore Giovanni Archinto

## 20. maj 1776
- Guido Calcagnini
- Angelo Maria Durini
- Luigi Valenti Gonzaga
- Giovanni Archinto

## 23. juni 1777
- Bernardino Honorati
- Marcantonio Marcolini
- Guglielmo Pallotta
- Gregorio Antonio Maria Salviati
- Vincenzo Maria Altieri

- in pectore Andrea Gioannetti O.S.B.Cam
- in pectore Hyacinthe Sigismond Gerdil CRSP
- in pectore Giovanni Octavio Manciforti Sperelli

## 15. desember 1777
- Kardinal in pectore offentliggjort: Andrea Gioannetti O.S.B.Cam
- Kardinal in pectore offentliggjort: Hyacinthe Sigismond Gerdil CRSP

## 1. juni 1778
- Francisco Javier Delgado Venegas
- Dominique de la Rochefoucauld
- Johann Heinrich von Frankenberg
- József Batthyány
- Tommaso Maria Ghilini
- Carlo Giuseppe Filippa della Martiniana
- Louis-René-Eduard de Rohan-Guéménée
- Fernando de Sousa e Silva
- Giovanni Cornaro
- Romoaldo Guidi

## 12. juli 1779
- Franziskus Herzan von Harras

- in pectore Alessandro Mattei

## 11. december 1780
- Paolo Francesco Antamori
- Vincenzo Maria Altieri
- Kardinal in pectore offentliggjort: Giovanni Octavio Manciforti Sperelli

## 22. mai 1782
- Kardinal in pectore offentliggjort: Alessandro Mattei

## 16. desember 1782
- Giuseppe Maria Capece Zurlo Theat.

- in pectore Raniero Finocchietti

## 20. september 1784
- Giovanni Andrea Archetti
- Kardinal in pectore aldri offentliggjort

## 14. februar 1785
- Giuseppe Garampi
- Giuseppe Maria Doria Pamphilj
- Vincenzo Ranuzzi
- Nicola Colonna di Stigliano
- Barnaba Chiaramonti O.S.B., senere pave Pius VII.
- Muzio Gallo
- Giovanni de Gregorio
- Giovanno Maria Riminaldi
- Paolo Massei
- Francesco Carrara
- Fernando Spinelli
- Antonio Maria Doria Pamphilj
- Carlo Livizzani Forni

- in pectore Carlo Bellisomi

## 18. december 1786
- Romoaldo Braschi-Onesti

## 29. januar 1787
- Filippo Carandini

## 17. december 1787
- Kardinal in pectore offentliggjort: Raniero Finocchietti

## 7. april 1788
- José Francisco Miguel António de Mendonça

## 15. december 1788
- Étienne-Charles de Loménie de Brienne

## 30. marts 1789
- Antonio de Sentmenat y Castellá
- Francisco Antonio de Lorenzana y Butrón
- Ignazio Busca
- Vittorio Maria Baldassare Gaetano Costa d'Arignano
- Louis-Joseph de Laval-Montmorency
- Joseph Franz von Paula von Auersperg
- Stefano Borgia
- Tommaso Antici
- Filippo Campanelli

## 3. august 1789
- Ludovico Flangini Giovanelli

## 26. september 1791
- in pectore Fabrizio Dionigi Ruffo

## 18. juni 1792
- Giovanni Battista Caprara Montecuccoli

## 21. februar 1794
- Antonio Dugnani
- Ippolito Antonio Vincenti Mareri
- Jean-Siffrein Maury
- Giovanni Battista Bussi de Pretis
- Francesco Maria Pignatelli
- Aurelio Roverella
- Giovanni Rinuccini
- Filippo Lancellotti
- Fabrizio Dionigi Ruffo
- Carlo Bellisomi

## 1. juni 1795
- Giulio Maria della Somaglia